# Béla Pálfi
Béla Pálfi (ur. 16 lutego 1923 w Zrenjaninie, zm. 9 września 1995 tamże) – serbski piłkarz pochodzenia węgierskiego występujący na pozycji pomocnika, reprezentant Jugosławii. Medalista Igrzysk olimpijskich w Londynie, uczestnik mistrzostw świata 1950 rozgrywanych w Brazylii.

## Kariera
Béla Pálfi karierę zaczynał w Partizanie Belgrad. Następnie w latach 1948 oraz 1953–1955 reprezentował barwy klubu Spartak Subotica. W latach 1949–1953 grał w FK Crvena zvezda.